# Геллерт, Имре
Имре Геллерт (венг. Gellért Imre; 24 июля 1888, Будапешт — 10 мая 1981, Будапешт) — венгерский гимнаст еврейского происхождения, серебряный призёр летних Олимпийских игр 1912 года. Выступал также в индивидуальных соревнованиях на летних Олимпийских играх 1908 и 1912 годов (39-е и 17-е места соответственно).